# 휴먼 스테인
《휴먼 스테인》(영어: The Human Stain)은 2003년에 개봉한 로버트 벤턴 감독의 미국 드라마 영화이다. 필립 로스의 동명 소설을 영화화한 작품이다.

## 출연
- 앤서니 홉킨스 - 콜먼 실크 역
  - 웬트워스 밀러 - 젊은 콜먼 실크 역
- 니콜 키드먼 - 포니아 팔리 역
- 게리 시니스 - 네이선 저커먼 역
- 에드 해리스 - 레스터 팔리 역
- 저신다 배럿 - 스티나 폴슨 역
- 미미 쿠직 - 델핀 루 역
- 클라크 그레그 - 넬슨 프리머스 역
- 존 핀 - 루이 보레로 역
- 애나 디비어 스미스 - 도러시 실크 역
- 필리스 뉴먼 - 아이리스 실크 역
  - 밀리 아비탈 - 젊은 아이리스 실크 역
- 해리 레닉스 - 클래런스 실크 역
- 리잰 미첼 - 어니스틴 실크 역
- 대니 블랭코홀 - 월터 실크 역
- 케리 워싱턴 - 엘리 역
- 마고 마틴데일 - 심리학자 역
- 론 캐나다 - 허브 키블 역

## 우리말 녹음
SBS 성우진
- 장광 - 콜먼 실크(앤서니 홉킨스)
- 송도영 - 포니아(니콜 키드먼)
- 표영재 - 젊은 콜먼(웬트워스 밀러)
- 강구한 - 네이선(게리 시니스)
- 이종혁 - 레스터(에드 해리스)
- 박상일 - 키블(론 캐나다)
- 안정현 - 도러시(애나 디비어 스미스)
- 이진화 - 어니스틴(리잰 미첼) / 델핀(미미 쿠직)
- 김지혜 - 스티나(저신다 배럿)
- 최한 - 넬슨(클라크 그레그)
- 방성준 - 클래런스(해리 레닉스)
- 이지환 - 월터(대니 블랭코홀)
- 유상우 - 엘리(케리 워싱턴) / 아이리스(필리스 뉴먼) / 심리학자(마고 마틴데일)

## 같이 보기
- 화이트워싱